# Liste der belgischen Botschafter in der Schweiz
Liste der belgischen Gesandten und (seit 1953) Botschafter in der Schweiz.

## Geschichte
Diplomatische Beziehungen zwischen der Schweiz und Belgien bestehen seit der Londoner Konferenz (1839) und der im Jahr darauf eröffneten königlich-belgischen Gesandtschaft in Bern. Die Schweizerische Gesandtschaft in Brüssel wurde 1918 eröffnete. Die seit jeher guten bilateralen Beziehungen sind durch einige Gemeinsamkeiten gekennzeichnet: im 19. Jahrhundert durch die vergleichsweise liberalen Staatsmodelle beider Staaten, umgeben von teils konservativen Grossmächten, im 20. Jahrhundert durch die Ansiedlung mehrerer internationaler Organisationen, und generell einem föderalen Staatsaufbau mit mehreren Amts- und Landessprachen.
Die Missachtung der belgischen Neutralität und die Besetzungen Belgiens durch das Deutsche Reich im Ersten und Zweiten Weltkrieg verstärkte die Bande zwischen beiden Ländern. Die belgische Regierung musste 1914 bis 1918 nach Le Havre, 1940 bis 1945 nach London ins Exil gehen; die diplomatischen Vertretung in Bern blieb in diesen Zeiten bestehen, wurde aber überschattet von politischen Affären um Paul de Groote (1917) und Louis d’Ursel (1942).
Eine weitere diplomatische Vertretung Belgiens besteht beim Büro der Vereinten Nationen in Genf. Ursprünglich 1893 als eines der belgischen Konsulate in der Schweiz eröffnet, war es von 1920 bis 1946 Sitz der Ständigen Delegation Belgiens beim Völkerbund und ist seitdem eine der Ständigen Vertretungen Belgiens bei den Vereinten Nationen.

## Missionschefs

### Gesandte und Botschafter in Bern
1840: Aufnahme diplomatischer Beziehungen
| Ernennung/ Akkreditierung | Abberufung     | Name                                    | Anmerkungen | ernannt von  | akkreditiert bei |
| ------------------------- | -------------- | --------------------------------------- | --- | ------------ | ---------------- |
| 1840, 30. Sep.            |                | Constantin Rodenbach                    | (* 1791; † 1846) Geschäftsträger, danach bis 1846 Gesandter in Griechenland                                                   | Leopold I.   |                  |
| 1846, 31. Aug.            | 1848, 22. Dez. | Adrien Achart de Tarzy                  | Geschäftsträger, 1863 bis 1873 Geschäftsträger in Schweden                                                                    | Leopold I.   |                  |
| 1849                      | 1856           |                                         | vakant |              |                  |
| 1856, 7. Aug.             | 1864           | Roger Helman de Grimberghe (Grimbergen) | (* 1830; † 1879) Geschäftsträger, 1874 Gesandter im Osmanischen Reich                                                         | Leopold I.   |                  |
| 1864                      | 1867           | Jules Greindl                           | (* 1835; † 1917) Gesandter, 1867 bis 1869 Gesandter in Griechenland, 1869 bis 1972 in Bayern, 1872 bis 1876 in Spanien        | Leopold I.   |                  |
| 1868                      | 1871           | Joseph de Riquet de Caraman-Chimay      | (* 1836; † 1892) Gesandter, 1884 bis 1892 Außenminister                                                                       | Leopold II.  |                  |
| 1871                      | 1877, 12. Jun. | Hubert Dolez                            | (* 1808; † 1880) Gesandter, ab 1874 Botschaft                                                                                 | Leopold II.  |                  |
| 1877, 23. Aug.            | 1879, 27. Mai  | Joseph Jooris                           | (* 1831; † 1898) Gesandter | Leopold II.  |                  |
| 1879, 25. Aug.            | 1881, 25. Apr. | Hubert Dolez (II. Amtszeit)             | (* 1808; † 1880) Ministerresident                                                                                             | Leopold II.  |                  |
| 1881, 26. Aug.            | 1888, 12. Mai  | Maurice Delfosse                        | Gesandter, 1865 bis 1901 Gesandter in den Vereinigten Staaten                                                                 | Leopold II.  |                  |
| 1888, 15. Mai             | 1898           | Joseph Jooris (II. Amtszeit)            | (* 1831; † 1898) Gesandter | Leopold II.  |                  |
| 1899                      | 1903           | Charles VI. de Lalaing                  | (* 1856; † 1919) Ministerresident, 1893 bis 1896 Ministerresident in Brasilien, 1896 bis 1899 in Rumänien                     | Leopold II.  |                  |
| 1903                      | 1905           | Gontran de Lichtervelde                 | (* 1849; † 1905) Gesandter, 1896 bis 1901 Gesandter in den Vereinigten Staaten                                                | Leopold II.  |                  |
| 1905                      | 1907           | Maurice Michotte de Welle               | (* 1856; † 1938) Gesandter | Leopold II.  |                  |
| 1907                      | 1910           | Werner van den Steen Jehay              | (* 1854; † 1934) Gesandter, 1911 bis 1924 Gesandter in Italien                                                                | Leopold II.  |                  |
| 1910                      | 1917, 17. Nov. | Paul de Groote                          | (* 1862; † 1944) Gesandter | Albert I.    |                  |
| 1917, 17. Nov.            | 1931           | Fernand Peltzer                         | (* 1869; † 1937) Gesandter, 1931 bis 1935 Gesandter in Brasilien                                                              | Albert I.    |                  |
| 1931                      | 1934           | Jules Le Jeune de Münsbach              | (* 1869; † 1941) Gesandter | Albert I.    |                  |
| 1934                      | 1942           | Louis d’Ursel                           | (* 1886; † 1969) Gesandter | Leopold III. |                  |
|                           | 1945           | Guy de Caritat de Péruzzis              | (* 1897; † 1963) Geschäftsträger, 1946 bis 1953 Geschäftsträger in Ungarn                                                     | Karl-Theodor |                  |
| 1945                      | 1955           | Théophile de Lantsheere                 | (* 1897; † 1958) Gesandter, ab 1853 Botschafter                                                                               | Karl-Theodor |                  |
| 1955                      | 1957           | Pierre Forthomme                        | (* 1877; † 1959) Botschafter, 1939 bis 1941 Gesandter in Japan                                                                | Baudouin     |                  |
| 1957                      | 1963           | Fernand Seynaeve                        | | Baudouin     |                  |
| 1964                      | 1966           | Robert Rothschild                       | (* 1911; † 1998) Botschafter, 1966 bis 1973 Botschafter in Frankreich, 1973 bis 1976 im Vereinigten Königreich                | Baudouin     |                  |
| 1966                      | 1968           | Yves Coppieters 't Wallant              | (* 1909; † 1968) Botschafter                                                                                                  | Baudouin     |                  |
| 1969                      | 1972           | Louis Colot                             | Botschafter, 1962 bis 1966 Botschafter in Österreich, 1966 bis 1969 in Italien                                                | Baudouin     |                  |
| 1972                      | 1975           | Jean-Louis Leroy                        | | Baudouin     |                  |
| 1975                      | 1976           | d’Anethan                               | | Baudouin     |                  |
| 1976                      | 1979           | Georges Puttevils                       | Botschafter, 1967 bis 1974 Botschafter in Österreich                                                                          | Baudouin     |                  |
| 1980                      |                |                                         | | Baudouin     |                  |
|                           | 1998           |                                         | |              |                  |
| 1999                      | 2003           | Philippe Berg                           | (* 1939; † 2013) Botschafter, 1991 bis 1994 Botschafter in Portugal                                                           | Albert II.   |                  |
| 2003                      | 2007           | Marc Baptist                            | (* 1947) Botschafter | Albert II.   |                  |
| 2007                      | 2009           | Regine De Clercq                        | (* 1944) Botschafterin | Albert II.   |                  |
| 2009                      | 2011           | Marc van Craen                          | (* 1946) Botschafter, 2005 bis 2009 Botschafter in Dänemark                                                                   | Albert II.   |                  |
| 2011                      | 2014           | Jan Luykx                               | (* 1956) Botschafter, 2006 bis 2010 Botschafter in Polen, seit 2014 in Indien                                                 | Albert II.   |                  |
| 2014                      |                | Frank Recker                            | (* 1955) Botschafter, 2000 bis 2003 Botschafter in der Elfenbeinküste, 2003 bis 2007 in Norwegen, 2010 bis 2014 in Österreich | Philippe     |                  |

Die Belgische Botschaft befindet sich heute in der Berner Jubiläumsstrasse 41, wo auch die Belgisch-Luxemburgische Handelskammer in der Schweiz (CCBL) ihren Sitz hat.
Stand: März 2016

### Generalkonsuln und Ständige Vertreter in Genf
1893: Aufnahme konsularischer Beziehungen

#### Generalkonsuln und Ständige Delegierte beimVölkerbund
- 1920–1922:
- 1922–1924: Joseph Nisot

#### Generalkonsuln und Ständige Vertreter bei den Vereinten Nationen
Die Ständige Vertretung bei den Vereinten Nationen befindet sich in der Genfer Rue de Moillebeau 58.